# Кропивницкое (Кировоградская область)
Кропивни́цкое (укр. Кропивницьке, до 1965 — Бежбайраки) — село в Анновской сельской общине Новоукраинского района Кировоградской области Украины.
Население по переписи 2001 года составляло 937 человек. Почтовый индекс — 27153. Телефонный код — 5251. Код КОАТУУ — 3524082801.
29 июня 1965 года указом Президиума Верховного Совета Украинской ССР село Бежбайраки было переименовано в Кропивницкое в честь уроженца села, актёра и писателя Марка Кропивницкого.